# Märchenalmanach auf das Jahr 1828

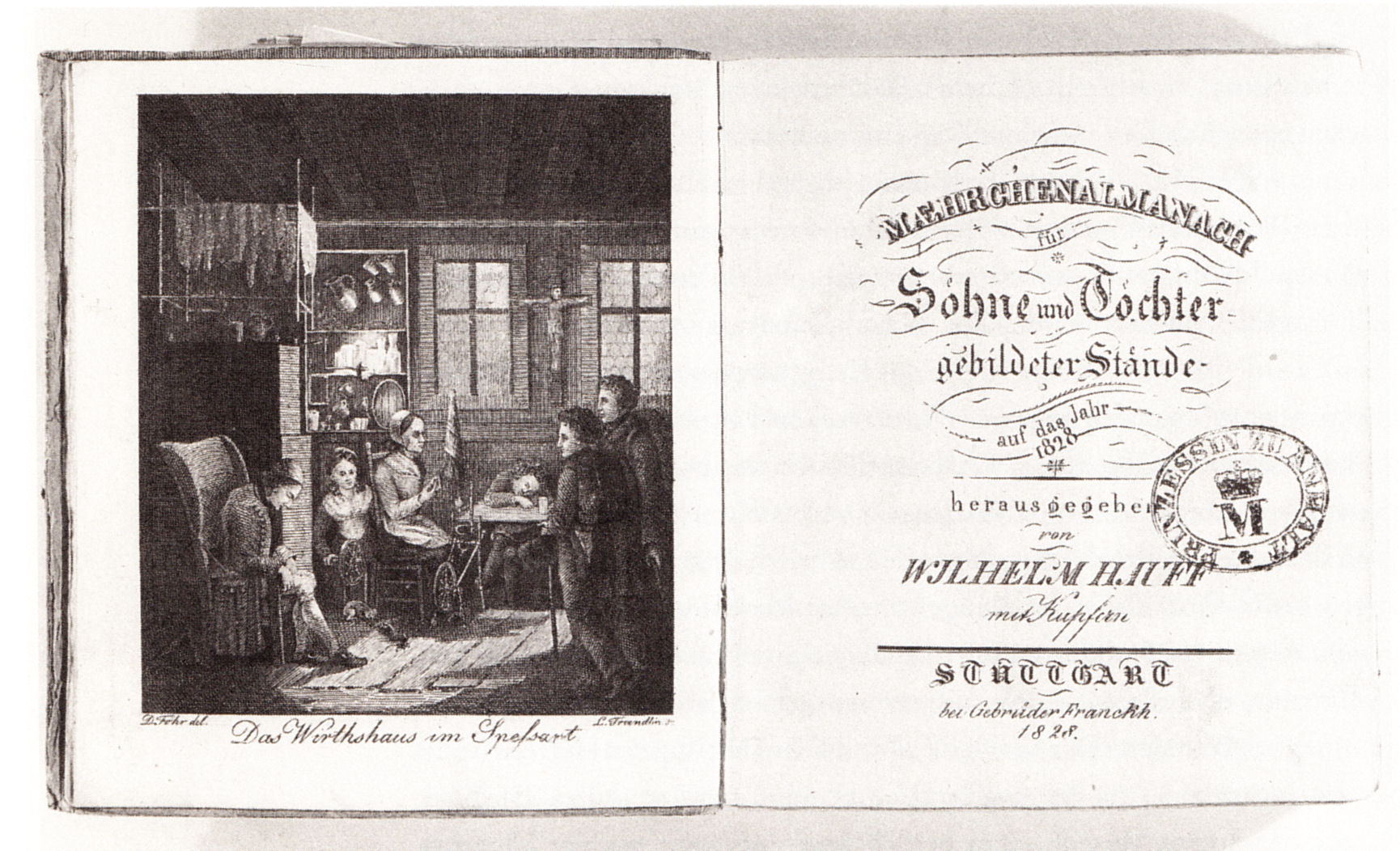
Erstausgabe mit Frontispiz und Titelblatt

Der Märchenalmanach auf das Jahr 1828 ist die letzte von drei Sammlungen Hauffscher Kunstmärchen. Sie erschien 1827 bei Franckh in Stuttgart und enthält vier Beiträge, von denen der bekannteste Das kalte Herz ist. Diese sind durch eine Rahmenerzählung namens Das Wirtshaus im Spessart verbunden. Der vollständige Titel der Erstausgabe lautet Märchenalmanach für Söhne und Töchter gebildeter Stände auf das Jahr 1828.
Die beiden Vorgänger sind die Märchenalmanache auf das Jahr 1826 und das Jahr 1827.

## Inhalt, Gliederung und Deutung
Hinweis: Die Angaben zu Inhalt und Gliederung beziehen sich, wenn nicht anders angegeben, auf W. Hauffs Werke, Bd. IV: Märchen-Almanach. Hg. Max Mendheim, Bibliographisches Institut, Leipzig/Wien 1891–1909.
Die Rahmenerzählung Das Wirtshaus im Spessart enthält vier eingebettete Beiträge: Vier Reisende erzählen sich in einem Wirtshaus im Spessart nachts Geschichten um nicht einzuschlafen, da sie den Überfall einer Räuberbande befürchten. Ein Zirkelschmied erzählt Die Sage vom Hirschgulden, ein Student das Märchen Das kalte Herz, ein Jäger das Märchen Saids Schicksale und ein Goldschmied die Sage Die Höhle von Steenfoll. Das Wirtshaus wird um Mitternacht auch tatsächlich überfallen, allerdings haben es die Räuber nicht auf sie, sondern auf eine ebenfalls anwesende Gräfin abgesehen. Den Reisenden gelingt es durch List, die Entführung zu vereiteln, woran der junge Goldschmied Felix den größten Anteil hat. Er wird reich belohnt, da sich herausstellt, dass die Gräfin seine unbekannte Patin ist. Anders als in den Bänden auf das Jahr 1826 und 1827 ist die Rahmenhandlung nicht mehr in einem märchenhaften Orient, sondern im südlichen Deutschland – im Spessart – angesiedelt, auch drei der vier Binnenerzählungen haben ihre Schauplätze im Abendland (zwei in Deutschland – Schwarzwald und Württemberg –, eine in Schottland) und nur eine im Morgenland. Allerdings lässt Hauff auch diese Rahmenerzählung in einer ferneren Vergangenheit spielen und stellt so Distanz her.
In Die Sage vom Hirschgulden verarbeitet Hauff eine württembergische Heimatsage. Es ist eine Beispielgeschichte die demonstriert, dass Selbstsucht und Gier den Menschen schaden: Die bösartigen Brüder Wolf und Schalk von Zollern spekulieren auf den Tod ihres gutmütigen Halbbruders Kuno, mit dem sie ihr Erbe teilen müssen. Als dieser tatsächlich jung stirbt, vererbt er seinen Brüdern jedoch nur einen winzigen Geldbetrag (einen Hirschgulden). Den Großteil seines restlichen Besitzes verkauft er für ebenfalls einen Hirschgulden an Württemberg und mit dem Familienschmuck wird ein Armenhaus finanziert.
Das Märchen Das kalte Herz ist der bekannteste Beitrag des Bandes. Darin ist der arme Kohlenmunk-Peter unbestimmt sehnsüchtig, unzufrieden und verärgert, ohne erst zu wissen warum. Schließlich geht ihm auf, dass es sein niederer Stand ist: „Ein schwarzer, einsamer Kohlenbrenner!“ sagte er sich, „es ist ein elend Leben. Wie angesehen sind die Glasmänner, die Uhrenmacher, selbst die Musikanten am Sonntag abends!“ Die romantische Sehnsucht in der Waldeinsamkeit schlägt um in den bürgerlichen Traum vom sozialen Aufstieg, auch wenn dieser ein kaltes Herz beschert. Dass dieser Preis zu hoch ist, geht ihm erst später auf und er begnügt sich wieder mit einem einfachen, aber anständigen Leben.
Said in Saids Schicksale bricht mit 18 Jahren zu einer Pilgerfahrt nach Mekka auf. Er führt ein silbernes Pfeifchen mit sich, das ein Feengeschenk ist. Dass er diesen Talisman erst gebrauchen kann, wenn er zwanzig Jahre alt ist, weiß er vorerst nicht. So fällt er erst in die Hände von Räubern und muss dann in Bagdad dem geizigen, intriganten Kaufmann Kalum-Beck dienen. Obwohl ihm die gute Fee hilft und er obendrein dem Kalifen und dem Großwesir das Leben rettet, wird er aufgrund eines falschen Eides Kalum-Becks auf eine „wüste Insel“ verbannt. Während der Überfahrt vollendet er allerdings das zwanzigste Jahr; als das Schiff sinkt, setzt er den Talisman ein und kehrt so nach Bagdad zurück. Nun wendet sich alles: Der falsche Eid Kalum-Becks wird offensichtlich und Said wird reichlich belohnt. Die Figur des Kalum-Beck als düpierter und bestrafter Geizkragen entspricht in etwa der des Thiuli-Kos in Die Errettung Fatmes.
Die Höhle von Steenfoll ist eine Bearbeitung eines Sagenstoffes über die zwei Fischer Wilm Falke und Kaspar Strumpf: Wilm Falke ist nicht zufrieden mit seinem bescheidenen Wohlstand und begibt sich nach einem unverhofften Goldfund auf Schatzsuche. Schließlich erhält er die Aussicht ein mit Gold beladenes Schiffswrack auszubeuten, wozu allerdings eine aufwendige Beschwörung notwendig ist. Sein träger Gefährte Kaspar versucht ihn zuerst abzuhalten, gibt aber schließlich nach und hilft ihm. Der Zauber funktioniert und Wilm findet das Schiffswrack in der Höhle von Steenfoll, kommt aber beim Versuch, den Schatz zu heben, um. Sein verzweifelter Gefährte stirbt bald danach. Dieter Bartetzko schreibt in einer Besprechung des Märchens, dass es Hauff dabei um mehr ging, als nur vor Gier zu warnen: „Daß Hauff auch vor der größten Obsession, der des Liebens, warnte, lehrt erst die Lebenserfahrung. Da werden Kaspar Strumpf und Wilm Falke als Paar kenntlich, in dem die Binsenweisheit, daß von zweien meist nur einer wirklich liebt und deshalb zum Verlierer bestimmt ist, ihre grausame Wahrheit beweist.“